# TOI-2134
TOI-2134 — одиночная звезда в созвездии Геркулеса на расстоянии приблизительно 74 световых лет (около 22,7 парсек) от Солнца. Визуальная звёздная величина звезды — +8,93m. Возраст звезды определён как около 3,8 млрд лет.
Вокруг звезды обращается, как минимум, две планеты.

## Характеристики
TOI-2134 — красно-оранжевый карлик спектрального класса K5V, или M0. Масса — около 0,744 солнечной, радиус — около 0,709 солнечного, светимость — около 0,192 солнечной. Эффективная температура — около 4354 K.

## Планетная система
В 2019 году группой астрономов, работающих в рамках программы TESS, было объявлено об открытии планеты TOI-2134 b.
В 2023 году группой астрономов, работающих в рамках программы TESS, было объявлено об открытии планеты TOI-2134 c.